# برايان روز (لاعب كرة قاعدة)
برايان روز (بالإنجليزية: Brian Rose) هو لاعب كرة قاعدة أمريكي، ولد في 13 فبراير 1976 في نيو بدفورد في الولايات المتحدة.

## وصلات خارجية
- برايان روز على موقع دوري كرة القاعدة الرئيسي (الإنجليزية)
- برايان روز على موقعبيزبول رفرنس.كوم (الدوري الرئيسي) (الإنجليزية)
- برايان روز على موقعبيزبول رفرنس.كوم (الدوري الثانوي) (الإنجليزية)
- برايان روز على موقع مشجعي الرسوم البيانية (الإنجليزية)